# Predatore (Patricia Cornwell)
Predatore (Predator) è un romanzo della scrittrice statunitense Patricia Cornwell pubblicato nel 2005.

## Trama
Kay Scarpetta lavora a Miami ed è aiutata nelle sue indagini su un serial killer dalla nipote Lucy e dal poliziotto Pete Marino. Sulle tracce del misterioso HOG (hand of god) che sta seminando una scia di dolore e morte in Florida, Kay raggiungerà il marito Benton Wesley a Boston dove lui studia in maniera innovativa crimini seriali.

## Edizioni
- Patricia Cornwell, Predatore, Arnoldo Mondadori Editore, 2005, ISBN 88-04-550988.